# Itasymeer
Het Itasymeer (Frans: Lac Itasy) is een kratermeer in Madagaskar, gelegen in de regio Itasy. Het meer heeft een oppervlakte van 35 km².